# Lili Susser
Lili Susser, właściwie Lili Cukier (ur. 19 marca 1927 w Łodzi, zm. 23 października 2019 w Colorado Springs) – polska Żydówka, łodzianka, przeżyła getto w Łodzi, Auschwitz swoje przeżycia opisała w książce „Przeżyłam Holocaust”.

## Życiorys
Lili Cukier urodziła się i mieszkała w Łodzi. Tu przeżyła beztroskie dzieciństwo, uczęszczała do szkoły powszechnej przy ul. Cegielnianej (obecnie ul. Stefana Jaracza) 26. Po wybuchu wojny, gdy Niemcy zajęli Łódź, przemianowaną wkrótce na Litzmannstadt, szkoły zamknięto, a żydowską ludność miasta dotknęły represje. Następnie Niemcy w najbiedniejszej, północnej dzielnicy miasta utworzyli getto dla Żydów, odizolowane, zamknięte 30 kwietnia 1940. Jako kilkunastoletnia dziewczynka, w marcu 1940 roku, została z rodzicami zamknięta w łódzkim getcie (Litzmannstadt Ghetto). Początkowo chodziła tam do szkoły, ale gdy szkoły zamknięto dzieci i młodzież zmuszono do ciężkiej pracy. Utworzono specjalne miejsca pracy: fabryczki, warsztaty, zwane resortami. Pracowała w resorcie rymarskim, papierniczym, kapeluszniczym, metalowym. Przeżyła łapanki, biedę, głód, choroby, także chorobę matki i niespodziewaną deportację ojca, buchaltera, pracującego w Biurze Meldunkowym Getta.
Przetrwała do likwidacji getta w sierpniu 1944 – razem z mamą zostały 22 sierpnia 1944 wywiezione ze stacji Radegast, a po trzech dniach dotarły do Auschwitz. Przeszła selekcję, uratowała się, ale jej matka trafiła do komory gazowej. Następnie została przeniesiona do obozu w Hamburgu, gdzie ciężko pracowała m.in. na budowie, a potem do obozu koncentracyjnego Bergen-Belsen.
Dotykało ją okrutne traktowanie ze strony hitlerowskich oprawców, ale czasem spotykała się z ludzkimi odruchami, życzliwym traktowaniem przez Niemców.

### Po wyzwoleniu
Wyzwolenia doczekała 15 kwietnia 1945 w obozie Bergen-Belsen w Niemczech.
Nie miała odwagi wrócić do Łodzi, gdzie już nie miała bliskich. Rok później – wciąż w Niemczech – wyszła za mąż, a w październiku 1947 urodził im się tam syn Herman. W 1949 wyemigrowała do USA, gdzie zamieszkała w stanie Kolorado. W ostatnich latach kilkakrotnie odwiedzała rodzinne miasto wraz z synem i wnukami.

## Książka biograficzna
Swoje traumatyczne przeżycia opisała w książce wydanej najpierw w języku angielskim „Lili's Story. My Memory of the Holocaust”, a w 2009 w języku polskim „Przeżyłam Holocaust” staraniem Urzędu Miasta Łodzi i Wydawnictwa ZORA.

## Upamiętnienie
Lili Susser ma swoje drzewko (nr 421) w „Parku Ocalałych” w Łodzi. Była posiadaczką ekslibrisu wykonanego przez Józefa Golca z wykorzystaniem herbu Łodzi, gwiazdy Dawida, autobiograficznej książki i drutu kolczastego oraz ekslibrisu wykonanego przez Kazimierza Zbigniewa Łońskiego z podobnymi elementami.